# 岬町立深日小学校
岬町立深日小学校（みさきちょうりつ ふけ しょうがっこう）は、大阪府泉南郡岬町にある公立小学校。
海や山に囲まれた地域の条件を生かし、地域との連携で漁業体験やクリ拾いなどの体験などの学習をおこなっている。また泉州地域では初めてビオトープが設置された小学校でもある。

## 沿革
- 1873年9月7日 - 堺県第四十七番小学校として、日根郡深日村・宝樹寺境内に創立。
- 1875年5月 - 深日小学校に改称。
- 1894年2月 - 日根郡深日尋常小学校に改称。
- 1896年 - 郡の合併により、泉南郡深日尋常小学校と称する。
- 1911年 - 現在地に移転。
- 1941年4月1日 - 国民学校令により、泉南郡深日国民学校に改称。
- 1947年4月1日 - 学制改革により、深日町立小学校と改称。
- 1955年 - 深日町など4町村合併で岬町が設置されたことに伴い、岬町立深日小学校に改称。
- 2000年 - 校内にビオトープを設置。

## 交通
- 南海多奈川線 深日町駅 北東へ約500m。
- 南海本線・多奈川線 みさき公園駅 南西へ約1km。
- 中日臨海バス 深日小学校バス停。